# Gorges de Trente-Pas
Les gorges de Trente-Pas, également dénommées défilé de de Trente-Pas, sont un site naturel situé en France, dans la partie méridionale du département de la Drôme, sur la commune de Saint-Ferréol-Trente-Pas, dans le massif du Diois. Ce défilé est également situé dans la zone du parc naturel régional des Baronnies provençales.

## Toponymie
Ce défilé, très étroit, est  sillonné par un ruisseau du même nom que l’on longeait autrefois à pied. Ce cours d'eau pouvait être traversé selon un dicton local en franchissant trente gués.

## Situation et description
Le défilé de Trente-Pas est un site géographique situé à proximité des hameaux des Glandus et de Bonvoisin, dans la partie septentrionale de la commune de Saint-Ferréol-Trente-Pas, à une altitude d’environ 450 mètres. Ces gorges sont parcourues par le torrent de Trente-Pas. Le site est accessible par la route départementale 70 (RD 70).

## Histoire
En 1978 un gisement archéologique a été découvert à l’entrée de ces gorges, au lieu-dit les Gandus puis fouillé de 1978 à 1985. Il s’agit des restes d’un village de cabanes datés de l’extrême fin du Bronze final, la datation a permis d'effectuer une estimation aux alentours de -825.

## Patrimoine naturel

### Protection environnementale
En 2024, les gorges de Trentes-Pas comptent parmi les trente sites inscrits du département de la Drôme

### Znieff des Gorges de Trente-Pas
La ZNIEFF des Gorges de Trente-Pas et montagne de Miélandre est classée sous la référence 820030188. Le site est fréquenté par de nombreux animaux dont une population de chamois en raison de la présence de balmes (cavernes et grottes), vires et pentes rocheuses où ceux-ci se plaisent particulièrement. Le site est également fréquenté par l'Aigle royal et la marmotte, introduite il y a quelques années. Le Tétras lyre, qui formait une petite population isolée au niveau du sommet de Miélandre, aurait disparu à la fin des années 1990. On peut également rencontrer des espèces végétales rares comme la Biscutelle à feuilles de chicorée, le Grand Ephèdre ou la Fétuque de Breistroffer.